# 馬爾科·德維奇
馬爾科·德維奇（塞爾維亞語：Марко Девић，Marko Dević，1983年10月27日—）是一名出生在塞爾維亞的烏克蘭足球運動員。司職前鋒。他於2013年至2014年效力于烏克蘭足球超級聯賽球隊哈爾科夫冶金。他也代表烏克蘭國家足球隊參賽。

## 外部連結
- Profile at Metalist's official website （乌克兰語）
- Marko Dević （页面存档备份，存于） at National-Football-Teams.com